# Robert Haldane
Robert Haldane   (Lecropt, 27 de gener de 1772 - Saint Andrews, 9 de març de 1854) va ser un clergue escocès.
Haldane va néixer al comtat de Perthshire, fill d'un pagès que volia que el seu fill continues amb les tasques agrícoles, però la seva mare, veient que era llest, el va fer anar a escola. El 1787 va ingressar a la universitat de Glasgow i el 1797, després de ser preceptor a varies famílies escoceses, va ser nomenat predicador de la parròquia d'Auchterarder. El 1807 va ser ordenat i nomenat ministre de la parròquia de Drumelzier.
Dos anys més tard va ser nomenat professor de matemàtiques de la universitat de St Andrews, càrrec que va ocupar fins al 1820, quan va passar a ser professor de teologia i rector del St Mary's College de la pròpia universitat. El seu nomenament com professor de matemàtiques només demostra la forta influència de l'Església a la universitat, ja que no tenia cap qualificació especial pel lloc.
L'única publicació coneguda de Haldane és un petit treball relacionat amb la condició dels pobres a St. Andrews i una resposta a les crítiques als seus arguments (1841).